# Naklo (gmina Črnomelj)
Naklo – wieś w Słowenii, w gminie Črnomelj. W 2018 roku liczyła 46 mieszkańców.